# Monster Strike (anime)
Monster Strike (モンスターストライク, Monsutā Sutoraiku) é um anime baseado em um jogo eletrônico de RPG, estratégia e cooperação desenvolvido pela Mixi para as plataformas iOS e Android. Um filme intitulado Monster Strike The Movie foi lançado em 10 de dezembro de 2016. Um segundo filme, intitulado Monster Strike The Movie: Sora no Kanata, foi lançado em 5 de outubro de 2018 no Japão.
A música de encerramento é um cover da música "We Will Rock You", da Queen, interpretada pela vocalista japonesa Gloria. Depois de um tempo, diversas músicas da banda White Ash passaram a ser o encerramento: "Strike", "Knock On Doors In You", "Mad T.Party (1865-2016)" e "Drop", todas do EP Quest, incluindo "Monster", uma música composta para o MS Grand Prix 2016 Championship.
Uma segunda temporada de Monster Strike foi anunciada e estreou em 1 de abril de 2017. O enredo da segunda temporada gira em torno de Ren, Aoi, Akira, Minami e um novo estudante americano transferido chamado Mana, que lida com problemas causados por monstros que se manifestam na vida real fora do jogo Monster Strike. A temporada foi dividida em duas partes, com Monster Strike The Animation: The Fading Cosmos estreando em 7 de outubro de 2017.
O anime Monster Strike teve seu primeiro spin-off em 3 de maio de 2017 com o OVA A Rhapsody Called Lucy -The Very First Song-. Isso levou ao especial MSonic! D'Artagnyan's Rise to Fame, que estreou em 14 de junho de 2017. Ambos A Rhapsody Called Lucy e MSonic! são definidas em uma continuidade separada do anime principal do Monster Strike.

## Filmes
Existem dois filmes baseados no anime Monster Strike.

### Monster Strike The Movie
Um filme intitulado Monster Strike The Movie foi lançado em 10 de dezembro de 2016.

### Monster Strike The Movie: Sora no Kanata
Uma segundo filme intitulado Monster Strike The Movie: Sora no Kanata foi lançado em 5 de outubro de 2018. O filme foi animado pelo estúdio Orange.

## Recepção
No YouTube, o anime teve mais de cem milhões de visualizações até agosto de 2016 e mais de duzentas milhões de visualizações até junho de 2017.
Monster Strike The Movie arrecadou 740 milhões de ienes (6,8 milhões de dólares) nas bilheterias japonesas. O segundo filme, Sora no Kanata, arrecadou 364,672,100 ienes (3,26 milhões de dólares) no Japão em 16 de outubro de 2018. Ambos os filmes arrecadaram um total de 1,104,672,100 ienes (10,06 milhões de dólares) nas bilheterias japonesas em 16 de outubro de 2018.